# ۴۰۵ (قمری)
۴۰۵ (قمری)، چهارصد و پنجمین سال در گاهشماری هجری قمری است. اول محرم این سال برابر با هشتم ژوئیه سال ۱۰۱۴ میلادی است.

## وابسته
- سید رضی
- عمیدالملک کندری